# NGC 6166
NGC 6166 é uma galáxia elíptica (E) localizada na direcção da constelação de Hércules. Possui uma declinação de +39° 33' 05" e uma ascensão recta de 16 horas, 28 minutos e 38,5 segundos.
A galáxia NGC 6166 foi descoberta em 30 de Maio de 1791 por William Herschel.